# Mohammad Sanad
Mohammad Hisham Sanad, né le 16 janvier 1991 au Caire, est un handballeur international égyptien évoluant au poste d'ailier droit.

## Biographie
En février 2024, il atteint la barre des 1000 buts marqués dans le Championnat de France.

## Palmarès

### Club
compétitions internationales
- Ligue des champions d'Afrique
  - Vainqueur (1) : 2011
  - Finaliste en 2012
- Vainqueur de la Coupe d'Afrique des vainqueurs de coupe (1) : 2011.
- Vainqueur de la Supercoupe d'Afrique (1) : 2011, 2012.

compétitions nationales
- vainqueur de la Coupe d'Égypte (1) : 2014
- finaliste de la Coupe de France (1) : 2018

### Sélection nationale
Championnats du monde
- 16e place au Championnat du monde 2013,  Espagne
- 13e place au Championnat du monde 2017,  France
- 8e place au Championnat du monde 2019
- 7e place au Championnat du monde 2021
- 7e place au Championnat du monde 2023

Jeux olympiques
- 9e place aux Jeux olympiques 2016,  Brésil
- 4e place aux Jeux olympiques 2020,  Japon
- 5e place aux Jeux olympiques 2024,  France

Championnat d'Afrique des nations
- Médaille de bronze au Championnat d'Afrique des nations 2012
- Médaille de bronze au Championnat d'Afrique des nations 2014
- Vainqueur au Championnat d'Afrique des nations 2016
- Finaliste au Championnat d'Afrique des nations 2018
- Vainqueur au Championnat d'Afrique des nations 2020
- Vainqueur au Championnat d'Afrique des nations 2022
- Vainqueur au Championnat d'Afrique des nations 2024

Autres
- Vainqueur aux Jeux africains de 2015
- Finaliste aux Jeux méditerranéens de 2022

### Distinctions individuelles
- élu meilleur ailier droit du championnat de France en 2019-2020 et 2021-2022
- élu meilleur ailier droit du championnat d'Afrique en 2020 et 2024